# Rice County (Kansas)
Rice County je okres ve státě Kansas v USA. K roku 2010 zde žilo 10 083 obyvatel. Správním městem okresu je Lyons. Celková rozloha okresu činí 1 886 km².